# Ernst Sjöstedt

Ernst Sjöstedt, ca 1914

Ernst Julius Sjöstedt, född 23 november 1885 i Angelstad, Kronoborgs län, död 7 september 1965 i Lund, var en svensk systembolagstjänsteman, målare, tecknare, grafiker och skulptör.
Han var son till jägmästaren Henrik Jules Sjöstedt och Hanna Roth och gift med fotografen Alma Alfrida Persson samt bror till Kjell Sjöstedt. Sjöstedt var som konstnär autodidakt och ställde ut sina verk på en bokhandel i Lund. Hans bildkonst består av porträtt, landskap och teckningar. Som skulptör utförde han tre porträtt i lera för Kulturhistoriska museet i Lund och två porträttbyster för Lunds Akademiska förening. Under signaturen D-n G. O. gav han ut karikatyrsamlingen Dom vi känner med kända Lundabor bland annat var professorerna S Agrell, E Lehmann och J Thyrén karikerade. Makarna Sjöstedt är begravda på Norra kyrkogården i Lund.

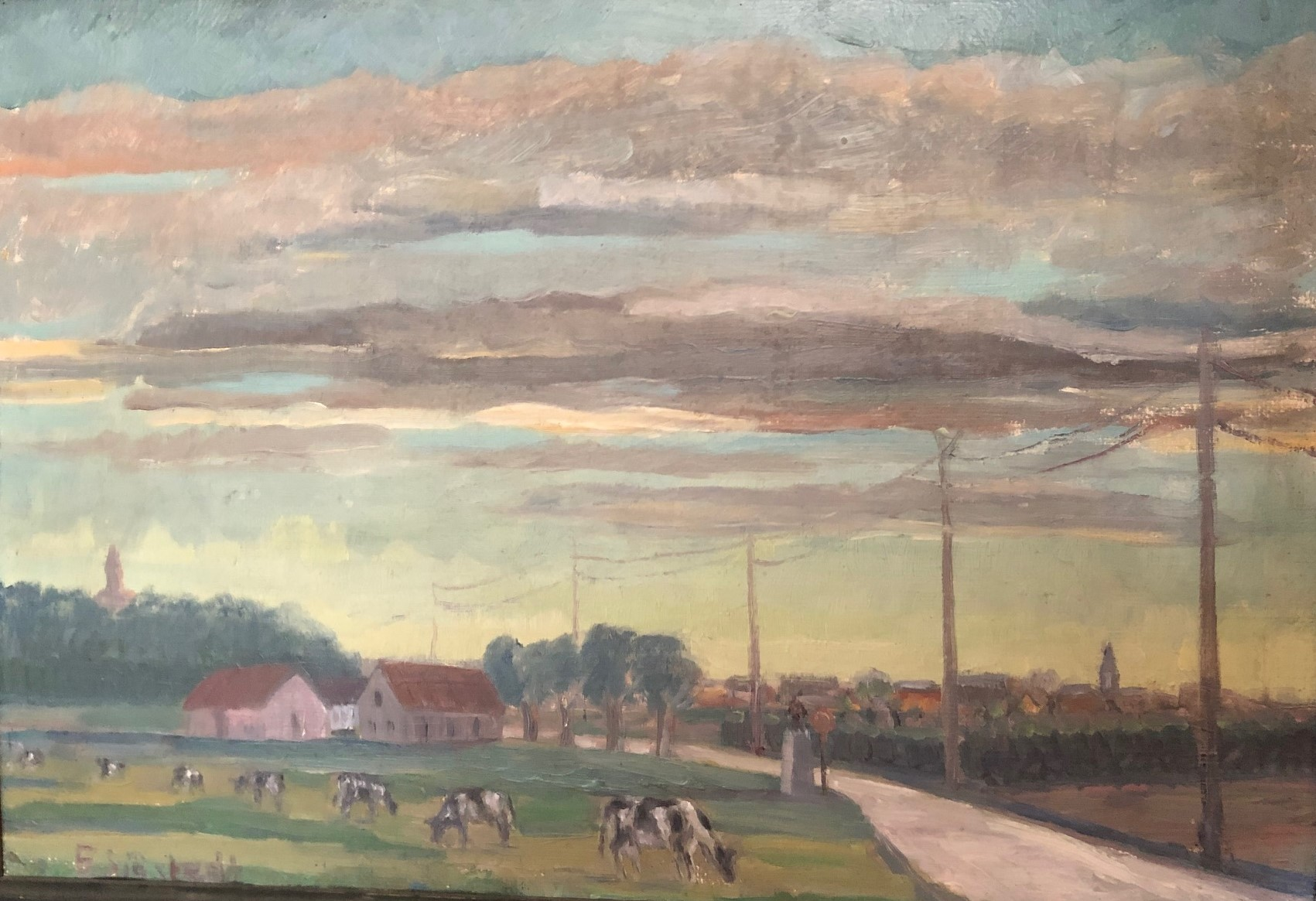
Landskap med kor. Målad av Ernst Sjöstedt, odaterad.

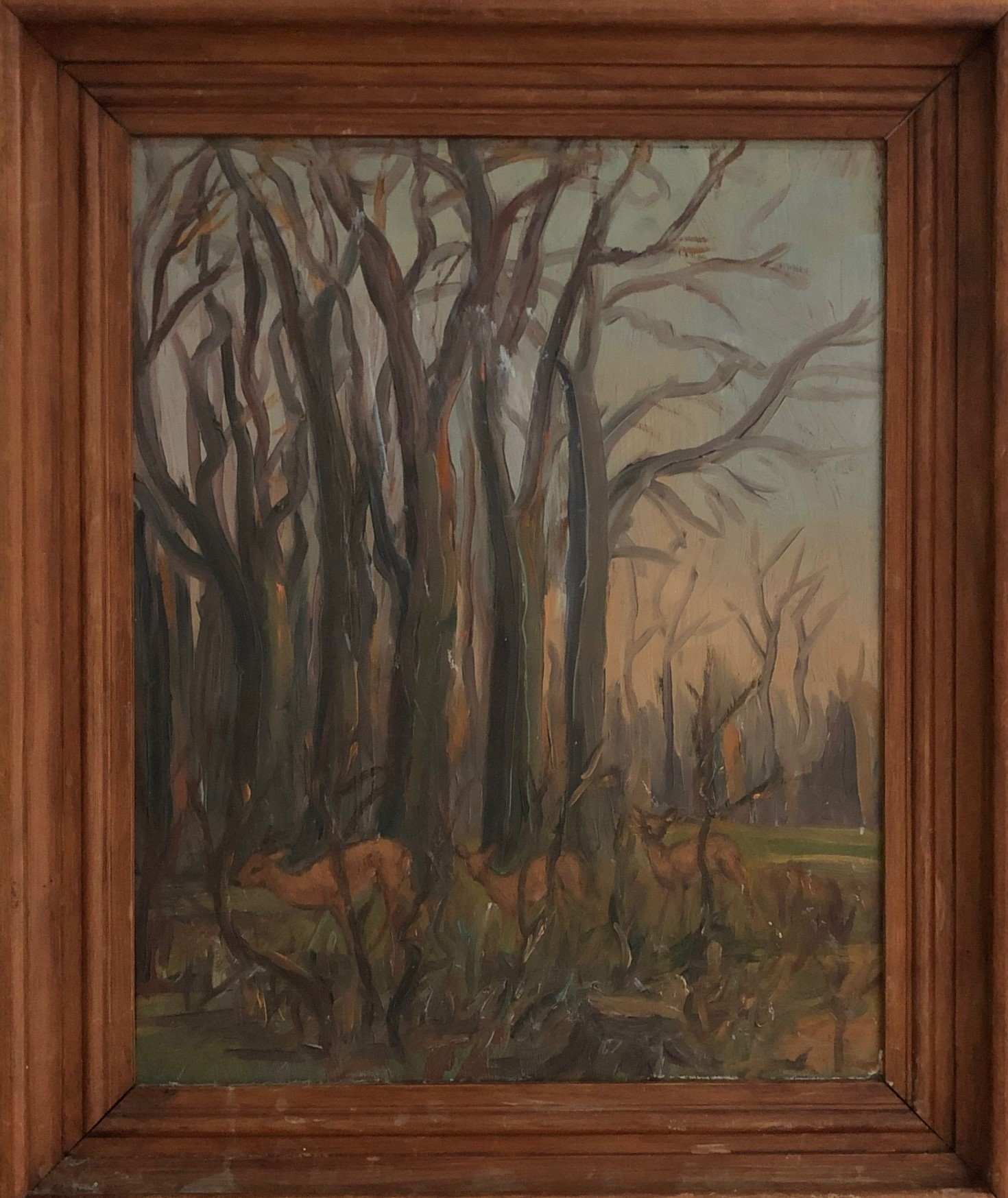
Skog med rådjur. Målad av Ernst Sjöstedt, odaterad.

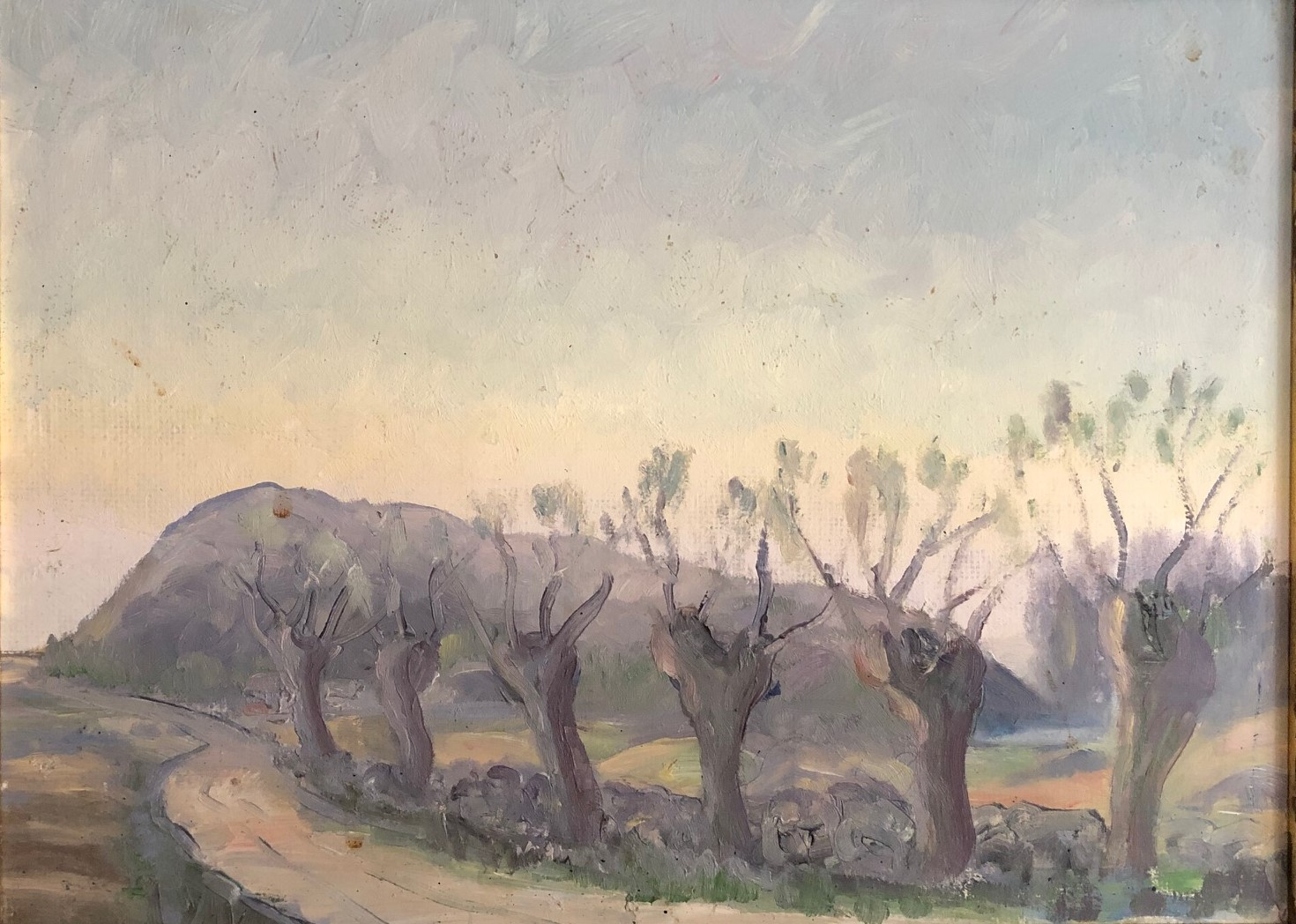
Landskap med pileallé. Målad av Ernst Sjöstedt, odaterad.

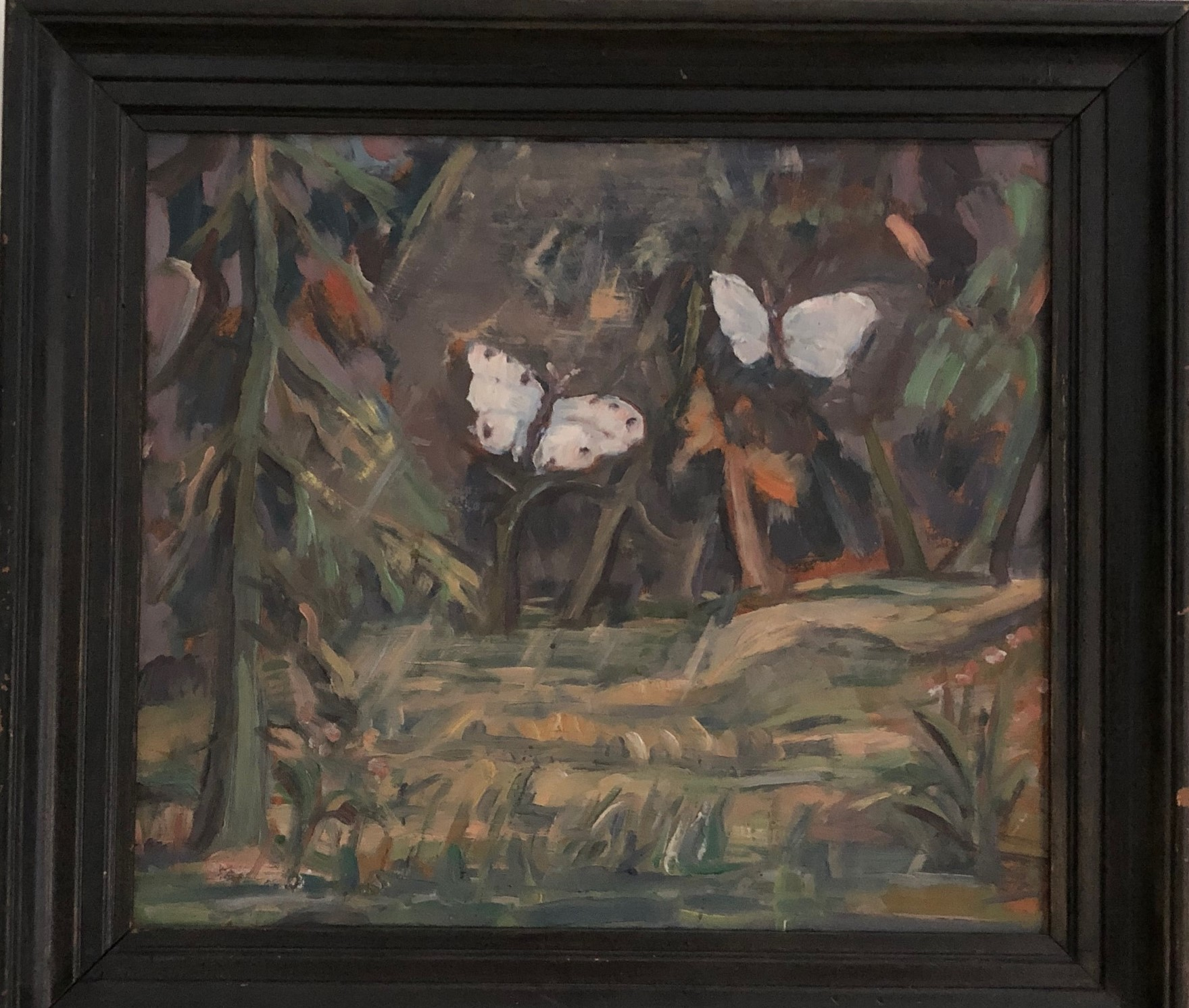
Kålfjärilar mot skogsbakgrund. Målad av Ernst Sjöstedt, odaterad.

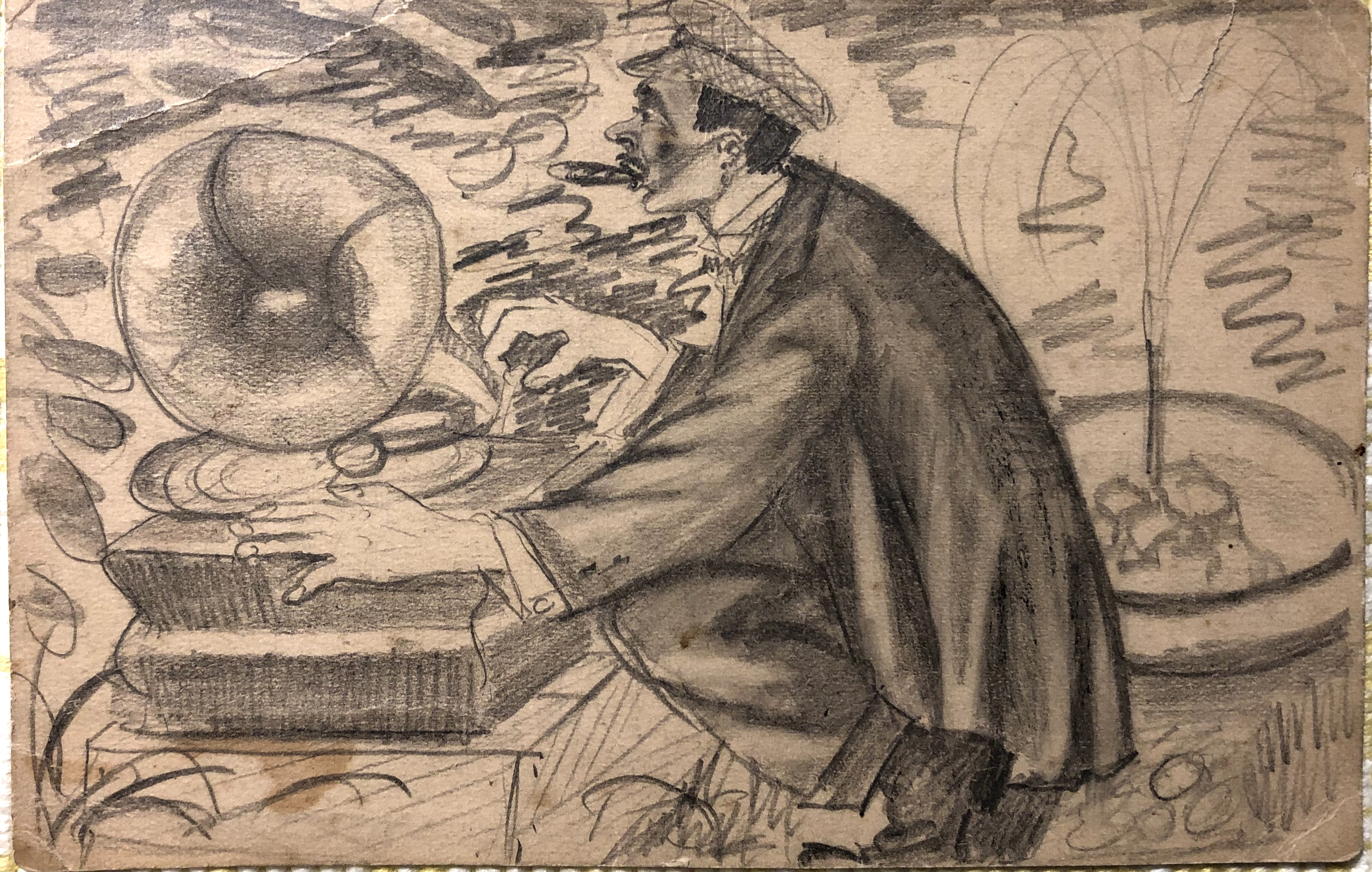
Vykort tecknat och skickat 1914, av och med Ernst Sjöstedt. Han tecknade och skickade en serie av vykort till sin fästmö Alma Persson, som då utbildade sig till fotograf i Helsingborg och Malmö.

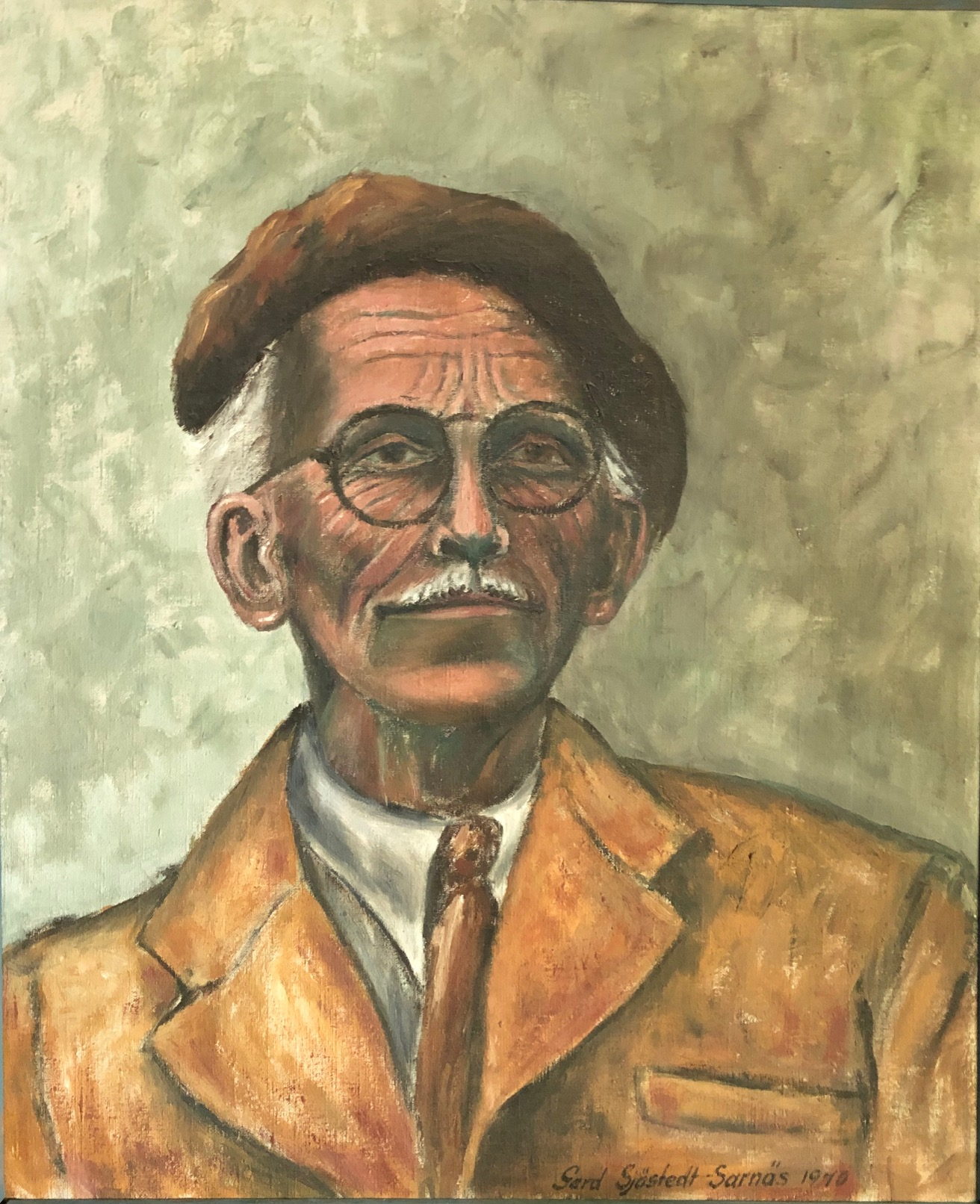
Ernst Sjöstedt på äldre dagar. Porträtt målat av hans dotter Gerd Sarnäs efter fotografi. Målat år 1970.

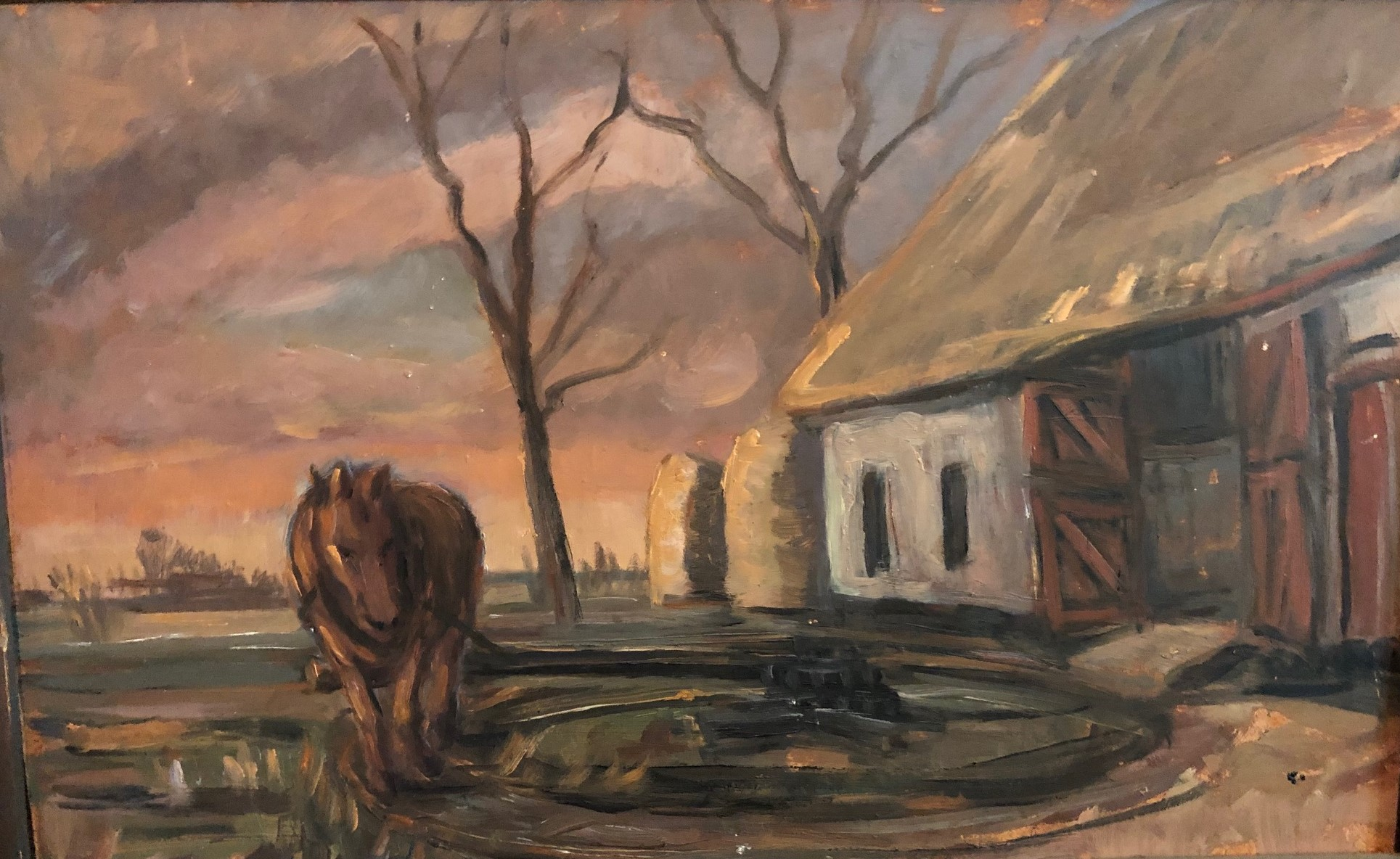
Häst i arbete. Målad av Ernst Sjöstedt, odaterad. något beskuren.

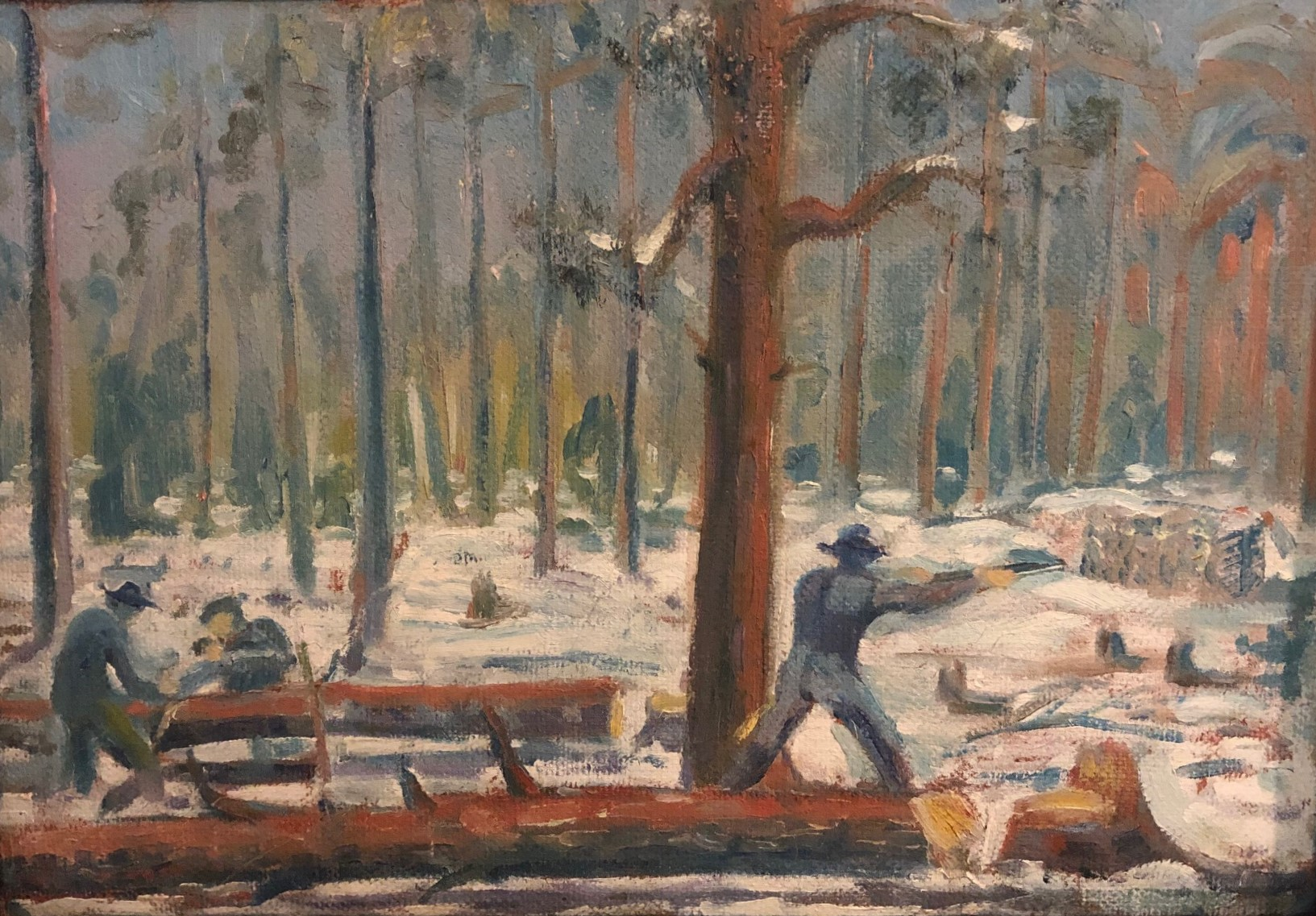
Skogshuggare i vinterskog. Målad av Ernst Sjöstedt, odaterat. Något beskuren.